# Deutscher Sportclub Arminia Bielefeld 1977-1978
Questa voce raccoglie le informazioni riguardanti il Deutscher Sportclub Arminia Bielefeld nelle competizioni ufficiali della stagione 1977-1978.

## Stagione
Nella stagione 1977-1978 l'Arminia Bielefeld, allenato da Karlheinz Feldkamp, concluse il campionato di 2. Bundesliga al 1º posto. In Coppa di Germania l'Arminia Bielefeld fu eliminato al primo turno dal Monaco 1860.

## Rosa
| N. |                     | Ruolo | Calciatore             |
| -- | ------------------- | ----- | ---------------------- |
|    | Germania (bandiera) | P     | Uli Stein              |
|    | Germania (bandiera) | D     | Eduard Angele          |
|    | Germania (bandiera) | D     | Ulrich Büscher         |
|    | Germania (bandiera) | D     | Willi Cryns            |
|    | Germania (bandiera) | D     | Hans-Werner Moors      |
|    | Germania (bandiera) | D     | Manfred Wolf           |
|    | Germania (bandiera) | C     | Karl-Hermann Eickhoff  |
|    | Germania (bandiera) | C     | Norbert Eilenfeldt     |
|    | Germania (bandiera) | C     | Lorenz-Günther Köstner |

| N. |                     | Ruolo | Calciatore          |
| -- | ------------------- | ----- | ------------------- |
|    | Germania (bandiera) | C     | Roland Peitsch      |
|    | Germania (bandiera) | C     | Wolfgang Pohl       |
|    | Germania (bandiera) | C     | Helmut Schröder     |
|    | Serbia (bandiera)   | A     | Mileta Rnic         |
|    | Germania (bandiera) | A     | Christian Sackewitz |
|    | Germania (bandiera) | A     | Hans-Gerd Schildt   |
|    | Germania (bandiera) | A     | Wolfgang Schilling  |
|    | Germania (bandiera) | A     | Joachim Schulze     |

## Organigramma societario
Area tecnica
- Allenatore: Karlheinz Feldkamp
- Allenatore in seconda:
- Preparatore dei portieri:
- Preparatori atletici:

## Calciomercato

### Sessione estiva
| Acquisti | Acquisti               | Acquisti          | Acquisti |
| R.       | Nome                   | da                | Modalità |
| -------- | ---------------------- | ----------------- | -------- |
| D        | Willi Cryns            | Union Solingen    |          |
| C        | Lorenz-Günther Köstner | Uerdingen 05      |          |
| A        | Mileta Rnic            | Union Solingen    |          |
| A        | Hans-Gerd Schildt      | Borussia Dortmund |          |

| Cessioni | Cessioni            | Cessioni            | Cessioni |
| R.       | Nome                | a                   | Modalità |
| -------- | ------------------- | ------------------- | -------- |
| C        | Wolfgang Mittendorf | Osnabrück           |          |
| A        | Harry Erhart        | Homburg             |          |
| C        | Jonny Hey           | Grasshoppers        |          |
| A        | Ewald Lienen        | Borussia M'gladbach |          |

### Sessione invernale
| Acquisti | Acquisti | Acquisti | Acquisti |
| R.       | Nome     | da       | Modalità |
| -------- | -------- | -------- | -------- |

| Cessioni | Cessioni      | Cessioni  | Cessioni |
| R.       | Nome          | a         | Modalità |
| -------- | ------------- | --------- | -------- |
| D        | Wolfgang Berg | Osnabrück |          |

## Risultati

### 2. Bundesliga

#### Girone di andata
| Arbitro: | Schön |

|  |           |                            |
|  | Marcatori | 9’, 25’ Sackewitz 35’ Rnic |

| Arbitro: | Zittrich |

|                |           |                                      |
| Eilenfeldt 47’ | Marcatori | 22’ Hermann 38’ Bruckmann 79’ Herzog |

| Arbitro: | Kindervater |

|                |           |                                                         |
| Scheermann 75’ | Marcatori | 26’ (rig.) Peitsch 37’ Eilenfeldt 62’ Rnic 88’ Schröder |

| Arbitro: | Retzmann |

|                                                                          |           |  |
| Schilling 7’, 11’ Sackewitz 22’ Schröder 29’ Peitsch 44’ (rig.) Rnic 87’ | Marcatori |  |

| Arbitro: | Eschweiler |

|                                |           |  |
| Wieczorkowski 24’ Hrubesch 80’ | Marcatori |  |

| Arbitro: | Zuchantke |

|                           |           |                           |
| Sackewitz 53’ Köstner 84’ | Marcatori | 34’ Runge 40’, 56’ Tänzer |

| Arbitro: | Marchefka |

|  |           |                      |
|  | Marcatori | 6’ Wolf 37’ Schröder |

| Arbitro: | Wuttke |

|                         |           |  |
| Wolf 24’ Eilenfeldt 33’ | Marcatori |  |

| Osnabrück 25 settembre 1977 9ª giornata | Osnabrück | 0 – 0 referto | Arminia Bielefeld | Stadion an der Bremer Brücke (10 000 spett.)\| Arbitro: \| Herrmann \| |
| Arbitro:                                | Herrmann  |               |                   |                                                                        |

| Arbitro: | Burgers |

|                                                         |           |               |
| Moors 33’ Schröder 34’ Peitsch 65’ (rig.) Schilling 78’ | Marcatori | 20’ Schneider |

| Solingen 9 ottobre 1977 11ª giornata | Union Solingen | 0 – 0 referto | Arminia Bielefeld | Stadion am Hermann-Löns-Weg (6 000 spett.)\| Arbitro: \| Wippker \| |
| Arbitro:                             | Wippker        |               |                   |                                                                     |

| Arbitro: | Niemann |

|                        |           |  |
| Schilling 74’ Rnic 86’ | Marcatori |  |

| Arbitro: | Osmers |

|                    |           |  |
| Stiller 70’ (rig.) | Marcatori |  |

| Arbitro: | Leyding |

|                                 |           |  |
| Eilenfeldt 1’ Pohl 48’ Rnic 50’ | Marcatori |  |

| Arbitro: | Richter |

|                          |           |  |
| Sinnigen 68’ Ochmann 90’ | Marcatori |  |

| Arbitro: | Halfter |

|                              |           |  |
| Sackewitz 26’ Eilenfeldt 31’ | Marcatori |  |

| Arbitro: | Jensen |

|                    |           |  |
| Cryns 31’ Pohl 44’ | Marcatori |  |

| Arbitro: | Assenmacher |

|                                 |           |          |
| Lausen 12’ Dupke 22’ Redder 42’ | Marcatori | 86’ Pohl |

| Arbitro: | Ahlenfelder |

|                                   |           |                                                  |
| Eilenfeldt 33’ Peitsch 48’ (rig.) | Marcatori | 39’, 83’ Mödrath 49’ (aut.) Eilenfeldt 90’ Degen |

#### Girone di ritorno
| Arbitro: | Meijerink |

|                                   |           |            |
| Wolf 2’, 7’ Rnic 59’ Schröder 81’ | Marcatori | 50’ Ohling |

| Arbitro: | Gathmann |

|             |           |                         |
| Brücken 10’ | Marcatori | 34’ Rnic 61’ Eilenfeldt |

| Arbitro: | Barnick |

|                                                   |           |  |
| Rnic 30’ Eilenfeldt 68’ Köstner 70’ Schilling 86’ | Marcatori |  |

| Hannover 28 gennaio 1978 23ª giornata | Arminia Hannover | 0 – 0 referto | Arminia Bielefeld | Stadion am Bischofsholer Damm (6 500 spett.)\| Arbitro: \| Kaiser \| |
| Arbitro:                              | Kaiser           |               |                   |                                                                      |

| Arbitro: | Heitmann |

|                         |           |                              |
| Rnic 15’ Eilenfeldt 49’ | Marcatori | 65’ Bönighausen 83’ Hrubesch |

| Arbitro: | Kohnen |

|                                            |           |  |
| Buhsfeld 5’, 71’, 81’ Müller 27’ Runge 57’ | Marcatori |  |

| Arbitro: | Kindervater |

|                                         |           |                   |
| Rnic 27’ (rig.) Moors 64’ Schilling 83’ | Marcatori | 75’ (rig.) Funkel |

| Arbitro: | Ahlenfelder |

|                   |           |                             |
| Breuer 41’ (rig.) | Marcatori | 9’ Eilenfeldt 73’ Sackewitz |

| Arbitro: | Heymann |

|                                   |           |                            |
| Sackewitz 71’, 85’ Eilenfeldt 75’ | Marcatori | 25’ Hußner 52’, 70’ Schock |

| Arbitro: | Horeis |

|                         |           |                            |
| Kehr 6’, 57’ Stradt 52’ | Marcatori | 36’ Schröder 44’ Sackewitz |

| Arbitro: | Ebner |

|                                  |           |  |
| Eilenfeldt 27’ Pohl 59’ Rnic 64’ | Marcatori |  |

| Arbitro: | Waltert |

|  |           |             |
|  | Marcatori | 50’ Köstner |

| Arbitro: | Gathmann |

|                     |           |  |
| Eilenfeldt 80’, 81’ | Marcatori |  |

| Arbitro: | Herrmann |

|  |           |           |
|  | Marcatori | 31’ Moors |

| Arbitro: | Winkler |

|                             |           |  |
| Moors 2’ (rig.) Köstner 77’ | Marcatori |  |

| Arbitro: | Wichmann |

|                          |           |  |
| Flüshöh 47’ Wehmeier 49’ | Marcatori |  |

| Arbitro: | Brückner |

|  |           |                            |
|  | Marcatori | 16’ Köstner 59’ Eilenfeldt |

| Arbitro: | Kohnen |

|                                   |           |            |
| Sackewitz 38’, 61’ Eilenfeldt 80’ | Marcatori | 31’ Lausen |

| Arbitro: | Horstmann |

|  |           |                          |
|  | Marcatori | 40’ Schröder 61’ Peitsch |

### Coppa di Germania
| Arbitro: | Biwersi |

|                                            |           |                   |
| Nielsen 14’ Metzger 29’, 74’ Kohlhäufl 83’ | Marcatori | 73’ Rnic 77’ Pohl |

## Statistiche

### Statistiche di squadra
| Competizione      | Punti | In casa | In casa | In casa | In casa | In casa | In casa | In trasferta | In trasferta | In trasferta | In trasferta | In trasferta | In trasferta | Totale | Totale | Totale | Totale | Totale | Totale | DR  |
| Competizione      | Punti | G       | V       | N       | P       | Gf      | Gs      | G            | V            | N            | P            | Gf           | Gs           | G      | V      | N      | P      | Gf     | Gs     | DR  |
| ----------------- | ----- | ------- | ------- | ------- | ------- | ------- | ------- | ------------ | ------------ | ------------ | ------------ | ------------ | ------------ | ------ | ------ | ------ | ------ | ------ | ------ | --- |
| 2. Bundesliga     | 51    | 19      | 14      | 2       | 3       | 52      | 19      | 19           | 9            | 3            | 7            | 22           | 21           | 38     | 23     | 5      | 10     | 74     | 40     | +34 |
| Coppa di Germania | -     | 0       | 0       | 0       | 0       | 0       | 0       | 1            | 0            | 0            | 1            | 2            | 4            | 1      | 0      | 0      | 1      | 2      | 4      | -2  |
| Totale            | 51    | 19      | 14      | 2       | 3       | 52      | 19      | 20           | 9            | 3            | 8            | 24           | 25           | 39     | 23     | 5      | 11     | 76     | 44     | +32 |

### Andamento in campionato
| Giornata  | 1 | 2 | 3 | 4 | 5 | 6  | 7 | 8 | 9 | 10 | 11 | 12 | 13 | 14 | 15 | 16 | 17 | 18 | 19 | 20 | 21 | 22 | 23 | 24 | 25 | 26 | 27 | 28 | 29 | 30 | 31 | 32 | 33 | 34 | 35 | 36 | 37 | 38 |
| --------- | - | - | - | - | - | -- | - | - | - | -- | -- | -- | -- | -- | -- | -- | -- | -- | -- | -- | -- | -- | -- | -- | -- | -- | -- | -- | -- | -- | -- | -- | -- | -- | -- | -- | -- | -- |
| Luogo     | T | C | T | C | T | C  | T | C | T | C  | T  | C  | T  | C  | T  | C  | C  | T  | C  | C  | T  | C  | T  | C  | T  | C  | T  | C  | T  | C  | T  | C  | T  | C  | T  | T  | C  | T  |
| Risultato | V | P | V | V | P | P  | V | V | N | V  | N  | V  | P  | V  | P  | V  | V  | P  | P  | V  | V  | V  | N  | N  | P  | V  | V  | N  | P  | V  | V  | V  | V  | V  | P  | V  | V  | V  |
| Posizione | 1 | 9 | 4 | 1 | 5 | 12 | 7 | 4 | 5 | 4  | 4  | 4  | 4  | 3  | 5  | 3  | 3  | 3  | 5  | 4  | 3  | 2  | 3  | 3  | 4  | 3  | 3  | 3  | 4  | 3  | 2  | 2  | 2  | 1  | 2  | 1  | 1  | 1  |

Legenda:

Luogo: C = Casa; T = Trasferta. Risultato: V = Vittoria; N = Pareggio; P = Sconfitta.

### Statistiche dei giocatori
| Giocatore     | 2. Bundesliga | 2. Bundesliga | 2. Bundesliga | 2. Bundesliga | Coppa di Germania | Coppa di Germania | Coppa di Germania | Coppa di Germania | Totale   | Totale | Totale      | Totale     |
| Giocatore     | Presenze      | Reti          | Ammonizioni   | Espulsioni    | Presenze          | Reti              | Ammonizioni       | Espulsioni        | Presenze | Reti   | Ammonizioni | Espulsioni |
| ------------- | ------------- | ------------- | ------------- | ------------- | ----------------- | ----------------- | ----------------- | ----------------- | -------- | ------ | ----------- | ---------- |
| E. Angele     | 30            | 0             | 1             | 0             | 0                 | 0                 | 0                 | 0                 | 30       | 0      | 1           | 0          |
| W. Berg       | 8             | 0             | 1             | 0             | 0                 | 0                 | 0                 | 0                 | 8        | 0      | 1           | 0          |
| U. Büscher    | 29            | 0             | 3             | 0             | 1                 | 0                 | 0                 | 0                 | 30       | 0      | 3           | 0          |
| W. Cryns      | 24            | 1             | 8             | 0             | 1                 | 0                 | 0                 | 0                 | 25       | 1      | 8           | 0          |
| K. Eickhoff   | 1             | 0             | 0             | 0             | 0                 | 0                 | 0                 | 0                 | 1        | 0      | 0           | 0          |
| N. Eilenfeldt | 37            | 16            | 2             | 0             | 1                 | 0                 | 0                 | 0                 | 38       | 16     | 2           | 0          |
| L. Köstner    | 31            | 5             | 0             | 0             | 1                 | 0                 | 0                 | 0                 | 32       | 5      | 0           | 0          |
| W. Mittendorf | 2             | 0             | 1             | 0             | 1                 | 0                 | 0                 | 0                 | 3        | 0      | 1           | 0          |
| H. Moors      | 37            | 4             | 6             | 0             | 1                 | 0                 | 0                 | 0                 | 38       | 4      | 6           | 0          |
| R. Peitsch    | 28            | 5             | 2             | 0             | 0                 | 0                 | 0                 | 0                 | 28       | 5      | 2           | 0          |
| W. Pohl       | 38            | 4             | 1             | 0             | 1                 | 1                 | 1                 | 0                 | 39       | 5      | 2           | 0          |
| M. Rnic       | 33            | 11            | 6             | 0             | 1                 | 1                 | 0                 | 0                 | 34       | 12     | 6           | 0          |
| C. Sackewitz  | 32            | 11            | 7             | 1             | 1                 | 0                 | 0                 | 0                 | 33       | 11     | 7           | 1          |
| H. Schildt    | 17            | 0             | 0             | 0             | 1                 | 0                 | 0                 | 0                 | 18       | 0      | 0           | 0          |
| W. Schilling  | 38            | 6             | 6             | 0             | 1                 | 0                 | 0                 | 0                 | 39       | 6      | 6           | 0          |
| H. Schröder   | 34            | 7             | 2             | 0             | 1                 | 0                 | 0                 | 0                 | 35       | 7      | 2           | 0          |
| J. Schulze    | 3             | 0             | 0             | 0             | 0                 | 0                 | 0                 | 0                 | 3        | 0      | 0           | 0          |
| U. Stein      | 38            | 0             | 0             | 0             | 1                 | 0                 | 0                 | 0                 | 39       | 0      | 0           | 0          |
| M. Wolf       | 27            | 4             | 1             | 0             | 0                 | 0                 | 0                 | 0                 | 27       | 4      | 1           | 0          |